# Hruadlaug
Hruadlaug war eine austrasische Adelige aus dem Geschlecht der Mattonen. Sie stand 762/763 bis vor 783 dem Frauenkloster Münsterschwarzach als Äbtissin vor und gilt auch als Gründungsvorsteherin der Gemeinschaft.

## Leben
Über das Leben der Hruadlaug können lediglich indirekte Aussagen getroffen werden. Bereits der Historiker Joseph Ussermann betonte im Jahr 1794, dass die Klöster des Bistums Würzburg kurz nach dessen Gründung von verschiedenen Verwandten des Bischofs Megingaud besetzt gewesen wären. So sollen auch die Schwestern und Nichten des Bischofs als Äbtissinnen gewirkt haben. Während Ussermann noch davon ausgeht, dass unter den Nichten, Juliana als erste Äbtissin von Münsterschwarzach anzusprechen ist und mit der Schwester Hruadlaug gemeint war, wertete der Historiker Franziskus Büll weitere Quellen aus. So betont er, dass Bischof Megingaud in einem Brief an Bischof Lullus von Mainz zwischen 762 und 763 davon sprach, dass Juliana noch zu jung sei, um die Leitung des Klosters zu übernehmen. Der Bischof sprach in dem Brief außerdem davon, dass die amtierende Äbtissin, seine Schwester, im Sterben liege.
Namentlich taucht Hruadlaug in dem Brief allerdings nicht auf. Sie wird lediglich in einer Urkunde des Klosters Fulda, die von Edmund Ernst Stengel ausgewertet wurde, einmal erwähnt. Im Jahr 762/763 erhielt die Äbtissin Hruadlaug zusammen mit Abt Sturmius von Fulda von einem gewissen Hahbert und seiner Ehefrau Hruada zwei Fuder Heuertrag, zwölf Unfreie und zwei Hufen zu Geldersheim und Pfersdorf. Da das Präfix „Hruad-“ eng mit dem Geschlecht der Mattonen in Verbindung stand, so sind der Familie auch ein gewisser Hruadgoz zuzurechnen. Auch Bischof Megingaud wurde in der Forschung als Mattone ausgemacht. Hruadlaug soll einem der Muttergottes geweihten Klösterchen vorgestanden haben (lat. „casa sanctae Mariae“), das Büll als Frauenschwarzach identifiziert. Die ältere Literatur zieht eine Verbindung zwischen Hruadlaug und der legendären Gründerin des Klosters Kitzingen, Hadeloga, die allerdings von Büll bestritten wird.